# Елизаровы
Елизаровы — русские дворянские роды.
Один из них внесён в Бархатную книгу. При подаче документов (1686), для внесения рода в Бархатную книгу, была предоставлена родословная роспись Елизаровых и четыре царские жалованные грамоты, древнейшие: Борису Игнатьевичу Елизарову на г. Гороховец Нижегородского уезда (1485—1505) и Фёдору Андреевичу Елизарову на г. Карачев (1568), остальные две грамоты датированы (1609/10 и 1613/14).

## Происхождение и история рода
Первый из них происходил от царевича татарского Егуда, принявшего при крещении имя Василий и служившего Василию ІІ Тёмному против Шемяки. У него был сын Елизар, потомки которого и приняли фамилию Елизаровы. Из них Фёдор Матвеевич Елизаров наместник (1569). Опричниками Ивана Грозного (1573) числились Степан и Тихон Васильевич Елизаровы. Фёдор Кузьмич Елизаров, при царе Алексее Михайловиче, был думным дьяком (1640), думным дворянином и окольничим (1655), начинал службу с чина — жильца (1616), за более чем 40-летнюю службу он достиг руководства Поместным приказом, которым ведал до своей кончины (1664), брат его думный дворянин Прокофий Кузьмич Елизаров управлял Земским приказом. Тимофей Наумович Елизаров воевода в Пошехонье и погиб в бою с поляками под Шкловом (1655). Эта ветвь Елизаровых владела поместьями в Звенигородском уезде. Этот род Елизаровых пресёкся в первой половине XVIII века.
Два другие дворянских рода этой фамилии восходят к XVII веку и внесены в VI часть родословной книги Костромской и Новгородской губерний Российской империи и владели поместьями в Угличском уезде.
Семь представителей рода владели населёнными имениями (1699).
Федот Елизаров (из дворян Новгородской губ.), ум. 27.12.1756, лейб-компании гренадер, Высочайше подтверждён в потомственном дворянском достоинстве Российской Империи 31.12.1741.

## Описание герба
На две части вдоль разделённый щит, у которого левая часть показывает в чёрном поле золотое стропило с наложенными на нём тремя горящими гранатами натурального цвета между тремя серебряными звездами, яко знак особливой Нам и всей Империи Нашей при благополучном Нашем с помощью Всевышнего на родительский Наш наследный престол вступлении верно оказанной знатной службы и военной храбрости нашей Лейб-компании, а правая содержит в серебряном поле красный шар, пробитый тремя чёрными стрелами, двумя сверху от обоих углов накось, а одною снизу прямо от подошвы щита, у которых перья концы золотые.
Над щитом несколько открытой к правой стороне обращённый стальной дворянский шлем, который украшает наложенная на него обыкновенная лейб-компании гренадерская шапка с красными и белыми страусовыми перьями и с двумя по обеим сторонам распростёртыми орловыми крыльями чёрного цвету, на которых повторены три серебряные звезды. По сторонам щита опущен шлемовной Намёт красного и чёрного цветов, подложенный с правой стороны серебром, а с левой золотом, с приложенной внизу щита надписью: «За верность и ревность».

## Известные представители
- Елизаров Григорий Фёдорович — голова «у наряду и обозе» в связи с угрозой крымского вторжения (1576), голова в Саратове (1601—1603), возглавлял в Нижегородском крае повстанческое движение болотниковцев, но после поражения перешёл на сторону Василия Шуйского за что получил жалование (весна 1607). Сын боярина Фёдора Матвеевича Елизарова и дочери вятского патриаршего приказчика протопопа Аггея Юферева. По одной из версий автор «Новой повести о православном российском государстве».
- Елизаров Савва — служил по Владимиру и был посажен на кол поляками (1608).
- Елизаров Михаил Григорьевич — сын боярский и голова, сборщик нижегородцев (1614), голова отряда немцев посланного из Москвы в Тулу против мятежного атамана И. Заруцкого (1614)[9].
- Елизаров Григорий Иванович — воевода в Кетском остроге (1601—1602 и 1608—1611).
- Елизаров Григорий — воевода в Саратове (1602).
- Елизаров Михаил Григорьевич — воевода в Тюмени (1620—1623), московский дворянин (1627—1629).
- Елизаров Яков — подьячий, воевода в Суздале (1627).
- Елизаров Иван Обрасланович — звенигородский городовой дворянин (1627—1629), московский дворянин (1636—1640).
- Елизаров Фёдор Обрасланович — московский дворянин (1627—1668), походный московский дворянин царицы Натальи Кирилловны (1676—1677).
- Елизаров Тимофей Наумович — стольник патриарха Филарета (1627). московский дворянин (1636—1640), воевода в Козмодемьянске (1651).
- Елизаров Юрий Дмитриевич — московский дворянин.
- Елизаров Прокофий Кузьмич — московский дворянин (1630—1636), воевода в Нижнем-Новгороде (1652), думный дворянин (1658—1676).
- Елизаров Иван Наумович — воевода в Уржуме (1648—1651).
- Елизаровы: Никита Осипович, Данила и Семён Тимофеевичи, Андрей Фёдорович — стряпчие (1658—1676).
- Елизаровы: Иван Трофимович, Михаил Андреевич, Дмитрий Никитич, Андрей Прокофьевич, Алексей Елизарьевич — стольники (1668—1692)
- Елизаровы: Иван Петрович — московский дворянин (1676—1692)[10][11][6].